# Gata salvaje
Gata salvaje (no Brasil: Gata Selvagem) é uma telenovela venezuelana-estadunidense, produzida pela Venevisión em parceria com Fono Vídeo Productions e Univisión Network, foi exibida entre 16 de maio de 2002 a 2 de maio de 2003 na Venevisión (Venezuela) e entre 28 de maio de 2002 a 29 de maio de 2003 na Univisión (Estados Unidos), totalizando 252 capítulos exibidos.
A trama é baseada no romance La gata de Inés Rodena e foi adaptada por Omaira Rivero.
Foi protagonizada por Marlene Favela e Mario Cimarro, coprotagonizada por Sergio Catalán, Adamari López, Ana Karina Casanova, Ismael La Rosa, Silvana Arias, Virna Flores, Charlie Masso e antagonizada por Carolina Tejera, Ariel López Padilla, Marjorie de Sousa e Mara Croatto.

## Trama
"Gata Selvagem" conta a história de Rosaura uma jovem humilde, que também é conhecida como "Gata Selvagem" por ser muito brigona com quem se mete com ela, ela vive em Miami: lá vive com seu pai alcoólatra e sua madrasta Maria Julia, que nunca a amou. Maria Julia tem três filhos, a caprichosa Karina, Ivan, e a pequena Aninha que também vivem junto com Rosaura.
Para sustentar a família ela tem dois empregos: ela trabalha como vendedora de comidas durante o dia, e às noites trabalha em um bar de uma discoteca.
A fazenda Arismendi é propriedade de Eduarda, uma mulher fria, que vive com sua prima Luciana, e sua irmã mais nova Helena a quem atormenta. As pessoas não percebem que Luciana sofre de dupla personalidade, e as noites vai até um bar com a personalidade de Sirena.
Eduarda recebe o seu irmão Luís Mário, seu irmão que vivia em Nova Iorque, que não consegue parar de pensar na morte de sua mulher, Camélia. Na chegada, o jato dele se acidenta. Rosaura o salva e ele a retribui com um beijo:
A fazenda Arismendi está na beira da falência: é quando Eduarda propõe o casamento de Luís Mário com Eva, mas de raiva, Luís Mário se casa com Rosaura, porém é surpreendido pelo regresso de Camélia, a esposa que forjou sua morte para viver com seu amante. Ao decorrer da trama Rosaura chega a casa de Dona Cruz Olivares e Claudia Olivares, ao qual descobre que é sua avó e tia, já que a mãe da mesma Gabriela é filha de Dona Cruz conforme carta de seu falecido pai. Desde então passa a ficar dividida entre o amor e a vingança em relação a Luís Mário.

## Elenco

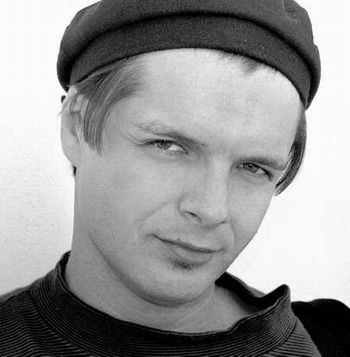
O ator Ariel López Padilla interpretou Patricio Rivera

| Ator/Atriz          | Personagem               |
| ------------------- | ------------------------ |
| Marlene Favela      | Rosaura Ríos Olivares    |
| Mario Cimarro       | Luis Mario Arismendi     |
| Ariel López Padilla | Patricio Rivera          |
| Marjorie de Sousa   | Camelia Valente          |
| Adamari López       | Karina Ríos Rodriguez    |
| Osvaldo Ríos        | Silvio Santana Castro    |
| Virna Flores        | Milena Palacios          |
| Frances Ondiviela   | Maria Júlia Rodriguez    |
| Charlie Massó       | Rodrigo                  |
| Sandro Finoglio     | Maximiliano "Max" Robles |
| Rodrigo Vidal       | Guilherme Valencia       |
| Christina Dieckmann | Estela Maria Gutierrez   |

## Exibições

### Venezuela
Foi exibida pela Venevisión entre 16 de maio de 2002 a 2 de maio de 2003 em 252 capítulos.

### Estados Unidos
Foi exibida pela Univisión entre 28 de maio de 2002 a 29 de maio de 2003 em 252 capítulos.

### México
Foi exibida pelo canal Las Estrellas entre janeiro a dezembro de 2003 ao meio-dia.

### Brasil
Foi exibida no Brasil pela Rede TV entre 3 de novembro de 2003 a 3 de dezembro de 2004, em 273 capítulos, sendo substituída pela reprise Betty, a Feia.
A trama começou a ser exibida às 15h40, depois foi passada para 16h30 e depois ficou fixada para 17h00.
Foi exibida novamente no Brasil de 03 de agosto de 2023 a 19 de julho de 2024 pelo canal Novelíssima, disponível no serviço de streaming gratuito Samsung Plus, dublada em português, substituindo Para verte melhor e sendo substituída por Coração Apaixonado, no horário das 18:00, com maratona aos finais de semana. 
Está disponível no +SBT desde o dia 16 de janeiro de 2025, com todos os seus 252 capítulos dublados em português.
Está sendo exibida pelo canal Fast +Novelas no streaming +SBT desde 18 de agosto de 2025, substituindo Para Te Ver Melhor.

## Streaming
Em 2020, foi disponibilizada no serviço de streaming Prime Video com seus 252 capítulos somente com áudio dublado em português.
Também estava no serviço de streaming ViX de 2021 até 2024, ano que o streaming foi descontinuado.
Outras mídias
Gata Selvagem foi disponibilizada em 16 de janeiro de 2025 no serviço de streaming na íntegra com 252 capítulos integrais +SBT, da emissora brasileira de televisão SBT.
Contém duas classificações indicativas, já que foi liberada em duas temporadas, a primeira é "não recomendada para menores de 16 anos" e a segunda é "não recomendada para menores de 12 anos".

## Dublagem
Inicialmente foi dublada pela Herbert Richers (1-46 capítulos) no Rio de Janeiro, RJ. Depois foi substituída pela Dublavídeo (47-252 capítulos) em São Paulo, SP.